# Ennomos infuscata
Ennomos infuscata är en fjärilsart som beskrevs av Hans-Joachim Hannemann. Ennomos infuscata ingår i släktet Ennomos och familjen mätare. Inga underarter finns listade i Catalogue of Life.